# Giampiero Bartoli
Giampiero Bartoli (San Giovanni Valdarno, 1º aprile 1934 – Firenze, 17 marzo 2022) è stato un calciatore italiano, di ruolo difensore.

## Carriera
Dopo una presenza in Serie B con il Como, disputa 2 gare con la Fiorentina campione d'Italia nella stagione 1955-1956.
In seguito disputa un campionato di Serie C con il Livorno e due di Serie B con il Taranto (il primo dei quali in prestito dalla Fiorentina); dopo un altro anno in Serie B con il Lecco, chiude la carriera da professionista a Foggia.

## Palmarès

### Club

#### Competizioni nazionali
- Campionato italiano: 1

Fiorentina: 1955-1956
- Serie C: 1

Foggia: 1961-1962